# Eryciniolia
Eryciniolia là một chi nhện trong họ Tetragnathidae.